# Saïdou Sow
Saïdou Sow, född 4 juli 2002 i Conakry i Guinea, är en guineansk fotbollsspelare som spelar för Nantes, på lån från Strasbourg.

## Klubbkarriär
Sow flyttade till Frankrike som åttaåring med sin mor. Sow spelade som ung för SFC Neuilly-sur-Marne och gick till Saint-Étienne 2016. Den 30 september 2020 skrev han på sitt första proffskontrakt med Saint-Étienne; ett treårskontrakt. Sow debuterade i Ligue 1 den 3 oktober 2020 i en 2–0-förlust mot Lens, där han blev inbytt i den 16:e minuten mot Maxence Rivera.
Den 9 augusti 2023 värvades Sow av Strasbourg, där han skrev på ett femårskontrakt. Den 25 januari 2025 lånades Sow ut till Nantes på ett låneavtal över resten av säsongen.

## Landslagskarriär
Sow debuterade för Guineas landslag den 10 oktober 2020 i en 2–1-vinst över Kap Verde, där han blev inbytt i den 54:e minuten mot Sékou Condé.